# Slade
Slade är ett brittiskt rockband bildat 1966, då som 'N Betweens (ibland skrivet som In-Be-Tweens). Gruppen var en av de stora inom glamrocken men utan att riktigt slå igenom i USA. Kännetecken är de avsiktligt felstavade låttitlarna och sångaren Noddy Holders raspiga röst.

## Historik
Bandet bestod ursprungligen av Noddy Holder (sång, kompgitarr), Dave Hill (gitarr), Jim Lea (basgitarr, gitarr, piano, violin, kör) och Don Powell (trummor). De gick under olika namn innan de 1969, på inrådan av sin nye manager Chas Chandler, basist i The Animals, bytte namn till Slade. Från 1964 hade Hill och Powell spelat tillsammans i The Vendors, gett ut ett fåtal skivor men bytte namn till The 'N Betweens 1965 och snart rekryterades Lea och Holder, som var aktiv i ett annat band. Lea var musikutbildad och prisbelönt, behärskade ett flertal instrument och spelade i den lokala klassiska Staffordshire Youth Orchestra. Deras första gemensamma skiva spelades in 1966 och de var till en början starkt influerade av Motown.
Efter att ha satsat mer på vanlig rock och covers började man i början av 1970-talet sikta in sig på eget material och musikaliskt och visuellt gå över till glamrocken. Lea var tongivande som kompositör och Holder som textförfattare. De slog igenom 1971 med singeln "Get Down and Get With It". Den följdes av en mängd hits, varav följande sex nådde förstaplatsen på den engelska singellistan, nämligen "Coz I Luv You", "Mama Weer All Crazee Now", "Take Me Bak 'Ome", "Cum On Feel the Noize", "Skweeze Me, Pleeze Me" och "Merry Xmas Everybody", den sistnämnda ofta  spelad i samband med julhögtiden. Den sista av deras 70-talslåtar som nådde 10-i-topp i Storbritannien kom 1975 och stagnationen började. Under de korta åren av storhet uppnådde gruppen ändå status som ett av 70-talets absolut mest framgångsrika brittiska rockband. 

### Nedgång och återkomst
Efter ett misslyckat försök att erövra USA återvände gruppen till England 1977 där musikscenen ändrats av bland annat punkens intåg, vilket ledde till att gruppens popularitet hastigt minskade. Gruppen fortsatte dock att turnera och återkom till topplistorna efter sin legendariska comeback på Reading-festivalen 1980 där de ersatte Ozzy Osbourne, vilket ledde till att Slade återigen var med på topplistorna med låtar som "We'll Bring the House Down" (UK #10), "Lock Up Your Daughters" (UK #29) och de två sista stora hitsen från 1983, "Run Runaway" (UK #7, US#20) och "My Oh My" [UK #2, US #37).
Efter Slades genombrott i USA beskrev de amerikanska tidningarna bandet som heavy metal, något som inte sångaren Noddy Holder höll med om till fullo.

### Upplösning
Slades sista livespelning skedde i USA den 28 mars 1984. Under spelningen blev Jim Lea allvarligt sjuk, vilket ledde till att bandet avbröt alla planerade spelningar 1984. 1985 var en turné planerad för att göra reklam för nya albumet Rogues Gallery, men den turnén avbröts. Den största anledningen till detta var att Noddy Holder hade tröttnat på allt turnerande, vilket hade förstört hans första äktenskap). Bandet släppte dock ytterligare ett album 1987, You Boyz Make Big Noize, och 1991 nådde man tjugoförstaplatsen på engelska singellistan med halvhiten "Radio Wall Of Sound" (med Jim Lea på sång). Dock floppade den efterföljande singeln ("Universe") och Noddy Holder drog sig tillbaka från sin musikkarriär och gruppen splittrades.

### Efter splittringen
1993 startade dock Dave Hill bandet "Slade II" tillsammans med Don Powell, Jim Lea erbjöds en plats i bandet men tackade nej. Bandet har turnerat med lite olika uppsättningar under åren och för närvarande består bandet av (förutom Dave Hill och Don Powell) Mal McNulty (sång/gitarr) och John Berry (basgitarr/violin). 1997 förkortades bandnamnet till Slade.
Jim Lea har släppte 2007 släppt sitt första riktiga soloalbum titulerat Therapy under namnet James Whild Lea. Albumet fick goda recensioner och anses innehålla en rad genomtänkta, välskrivna och melodiösa rocklåtar. Lea sjunger själv samt spelar basgitarr, gitarr, klaviatur och violin på detta album vilket gör det till ett soloalbum i ordets rätta bemärkelse.

## Musikalisk påverkan
Slade har associerats med progressiv rock, heavy metal, glamrock, hårdrock och poprock.
Tidigt påverkas gruppmedlemmarna av amerikanska bluesartister som Sonny Boy Williamson II, John Lee Hooker och Howlin' Wolf men ägnade sedan sig mer åt Little Richard samt Motown. Senare hämtade de inspiration från den aktuella rockscenen exempelvis The Beatles, Chuck Berry, Joe Brown, Cream, The Kinks, Wilson Pickett, Otis Redding, The Rolling Stones, Rufus Thomas, The Who, The Pretty Things, och Screaming Lord Sutch. Chas Chandlers koppling till The Animals och Jimi Hendrix påverkade.
Skivan Beginnings innehåller många musikaliska influenser med covers av låtar av Steppenwolf, Ted Nugent, Frank Zappa, The Moody Blues, The Beatles och Marvin Gaye.
1975 kom Slade att påverkas av kontakt med grupper i USA och Nobody's Fools visar prov på influenser från soul, country, rock, funk, folkrock och blues.
Jim Lea använde violinen till uppseendeväckande solospel på ett för genren ovanligt sätt, och har av Status Quos basist John 'Rhino' Edwards kallats "den bäste violinisten" och "en verklig basist", "en briljant musiker" och han menade att "Slade är ett underskattat band". 
Ett flertal kända musikprofiler och grupper har uttalat att de påverkats av Slades musik, såsom Nirvana och The Smashing Pumpkins, punkrockspionjärerna The Ramones, Sex Pistols, The Undertones, The Runaways och The Clash, glamrockgrupper som Kiss, Mötley Crüe, Twisted Sister, Quiet Riot, Poison och Def Leppard samt dessutom The Replacements, Cheap Trick och Oasis.

## Medlemmar
Nuvarande medlemmar
- Dave Hill - elgitarr, sång (1966–)
- John Berry - basgitarr, violin, bakgrundssång (2003–), sång (2019–)
- Russell Keefe – sång och bakgrundssång, Klaverinstrument (2019–)
- Alex Bines - trummor (2020–)

Tidigare medlemmar
- Noddy Holder – sång, gitarr (1966–1992)
- Jim Lea – bas, keyboard, violin, sång (1966–1992)
- Don Powell – trummor (1966–2020)
- Steve Whalley – sång, gitarr (1992–2005)
- Steve Makin – gitarr (1992–1996)
- Craig Fenney – bas, sång (1992–1994)
- Trevor Holliday – bas, keyboard, sång (1994–2000)
- Dave Glover – bas, sång (2000–2003)
- Mal McNulty – sång, gitarr (2005–2019)

## Diskografi

### Album
- Beginnings (som Ambrose Slade, 1969)
- Play It Loud (1970)
- Slayed? (1972)
- Sladest (1973)
- Old New Borrowed and Blue (1974)
- Slade in Flame (1974)
- Nobody's Fools (1976)
- Whatever Happened to Slade (1977)
- Return to Base (1979)
- We'll Bring the House Down (1981)
- Till Deaf Do Us Part (1981)
- The Amazing Kamikaze Syndrome (1983), re-released in 1984 as Keep Your Hands Off My Power Supply
- Rogues Gallery (1985)
- Crackers - The Christmas Party Album (1985)
- You Boyz Make Big Noize (1987)
- Keep on Rockin' (1994) (som Slade II), återutsläppt 2002 som Cum on Let's Party

### Singlar
- 1966 – "You Better Run" (som 'N Betweens)
- 1969 – "Genesis (sång)"
- 1969 – "Wild Winds Are Blowing"
- 1970 – "The Shape of Things to Come"
- 1970 – "Know Who You Are"
- 1971 – "Get Down and Get With It" UK #16
- 1971 – "Coz I Luv You" UK #1
- 1972 – "Look Wot You Dun" UK #4
- 1972 – "Tak Me Bak 'Ome" UK #1
- 1972 – "Mama Weer All Crazee Now" UK #1
- 1972 – "Gudbuy t'Jane" UK #2
- 1973 – "Cum on Feel the Noize" UK #1
- 1973 – "Skweeze Me, Pleeze Me" UK #1
- 1973 – "My Friend Stan" UK #2
- 1973 – "Merry Xmas Everybody" UK #1
- 1974 – "Everyday (en låt av Slade)" UK #3, SV #1
- 1974 – "The Bangin' Man" UK #3
- 1974 – "Far Far Away" UK #2
- 1975 – "How Does It Feel" UK #15
- 1975 – "Thanks for the Memory (Wham Bam Thank You Mam)" UK #7
- 1975 – "In for a Penny" UK #11
- 1976 – "Let's Call It Quits" UK #11
- 1976 – "Nobody's Fool"
- 1977 – "Gypsy Road Hog" UK #48
- 1977 – "Burning in the Heat of Love"
- 1977 – "My Baby Left Me - That's All Right" UK #32
- 1978 – "Give Us a Goal"
- 1978 – "Rock N Roll Bolero"
- 1979 – "Ginny Ginny"
- 1979 – "Sign O' the Times"
- 1979 – "Okey Cokey"
- 1980 – "When I'm Dancin' I Ain't Fightin'" UK #44
- 1981 – "We'll Bring The House Down" UK #10
- 1981 – "Wheels Ain't Comin' Down"
- 1981 – "Lock Up Your Daughters" UK #29
- 1981 – "Ruby Red" UK #51
- 1981 – "(And Now the Waltz) C'est La Vie" UK #50
- 1983 – "My Oh My" UK #2, US #37
- 1984 – "Run Runaway" UK #7, US #20
- 1984 – "All Join Hands" UK #15
- 1985 – "Seven Year Bitch"  UK #60
- 1985 – "Myzterious Mizter Jones"  UK #50
- 1985 – "Do You Believe In Miracles?" UK #54
- 1987 – "Still the Same" UK #73
- 1987 – "That's What Friends Are For"
- 1987 – "You Boyz Make Big Noize"
- 1987 – "We Won't Give In"
- 1988 – "Let's Dance (Slade)"
- 1991 – "Radio Wall of Sound" UK #21
- 1991 – "Universe (sång)"
- 2006 – "Merry Xmas Everybody" (återutgivning) UK #22

### Singlar med Slade II/Slade
- 1993 – "Hold on to Love"
- 1994 – "Merry Xmas Now"
- 1995 – "Hot Luv"
- 1995 – "Black and White World"
- 2002 – "Some Exercise"
- 2002 – "Take Me Home (Slade-låt)"